# Andrzej Szumański
Andrzej Paweł Szumański (ur. 26 czerwca 1957 w Krakowie) – polski prawnik, adwokat, profesor nauk prawnych, specjalizujący się w prawie międzynarodowym, prawie handlowym, prawie gospodarczym prywatnym i papierów wartościowych. 

## Życiorys
W 1980 ukończył studia prawnicze na Uniwersytecie Jagiellońskim, na macierzystej uczelni otrzymał w 1987 stopień doktora, w 1995 stopień doktora habilitowanego na podstawie pracy Renegocjacja umów. W 1998 otrzymał tytuł profesora nauk prawnych. Od 2005 kierował Zakładem Prawa Handlowego, od 2017 Katedrą Prawa Gospodarczego Prywatnego UJ.
Od 1999 był członkiem Zespołu do Spraw Spółek Handlowych przy Komisji Kodyfikacyjnej Prawa Cywilnego (pozostali członkowie: Stanisław Sołtysiński, Andrzej Szajkowski), w ramach którego w 1999 przedstawiono projekt Kodeksu spółek handlowych. Był także autorem projektu ustawy o umowach offsetowych. W latach 2006–2015 uczestniczył w pracach UNCITRAL, kolejno nad przygotowaniem UNCITRAL Arbitration Rules 2010, Zasad Transparencji w Arbitrażu Inwestycyjnym, nowej wersji UNCITRAL Notes on Organizing Arbitral Proceedings.
Od 1995 jest arbitrem w sądach polubownych, m.in. sędzią Sądu Arbitrażowego przy Krajowej Izbie Gospodarczej w Warszawie (od 1995), prezesem Sądu Giełdowego przy Giełdzie Papierów Wartościowych, wiceprzewodniczącym Sądu Polubownego przy Izbie Domów Maklerskich, sędzią Sądu Polubownego przy Krajowym Depozycie Papierów Wartościowych S.A., prezesem Sądu Arbitrażowego przy Polskiej Konfederacji Pracodawców Prywatnych „Lewiatan”. Od 1996 wykonuje zawód adwokata.
W latach 2019–2023 sprawował funkcję Wiceprzewodniczącego Rady Nadzorczej Orlen S.A. W latach 2020–2023 był członkiem Komisji do spraw Reformy Nadzoru Właścicielskiegodziałającej przy Ministerstwie Aktywów Państwowych. Komisja ta przygotowała m.in. projekt nowelizacji kodeksu spółek handlowych, tzw. lex Obajtek, ograniczającą odpowiedzialność władz spółek prawa handlowego, w tym członków rady nadzorczej. Łączenie tych dwóch funkcji przez Andrzeja Szumańskiego oraz treść nowelizacji były przedmiotem kontrowersji.
Opublikował m.in. Renegocjacja umów w międzynarodowym obrocie gospodarczym (1994), Wkłady niepieniężne do spółek kapitałowych (1997), Ustawa o umowach offsetowych. Komentarz (2000), Prawo spółek (pięć wydań w latach 1998–2019 – z Wojciechem Pyziołem i Ireneuszem Weissem), jest jednym z autorów tzw. Dużego komentarza do Kodeksu spółek handlowych (wyd. C.H. Beck), redaktorem tomu XVIII i XIX Systemu prawa prywatnego – Prawo papierów wartościowych, a także tomów Systemu prawa handlowego: tom 2a i 2B – Prawo spółek handlowych, tom 8 - Arbitraż handlowy, tom 10 – Prawo karne gospodarcze

## Odznaczenia
- Krzyż Oficerski Orderu Odrodzenia Polski – 2025[9]
- Krzyż Kawalerski Orderu Odrodzenia Polski – 2000[10].